# 茶葉のパラドックス

青い線は、茶葉を真ん中に押し出す二次流れ。

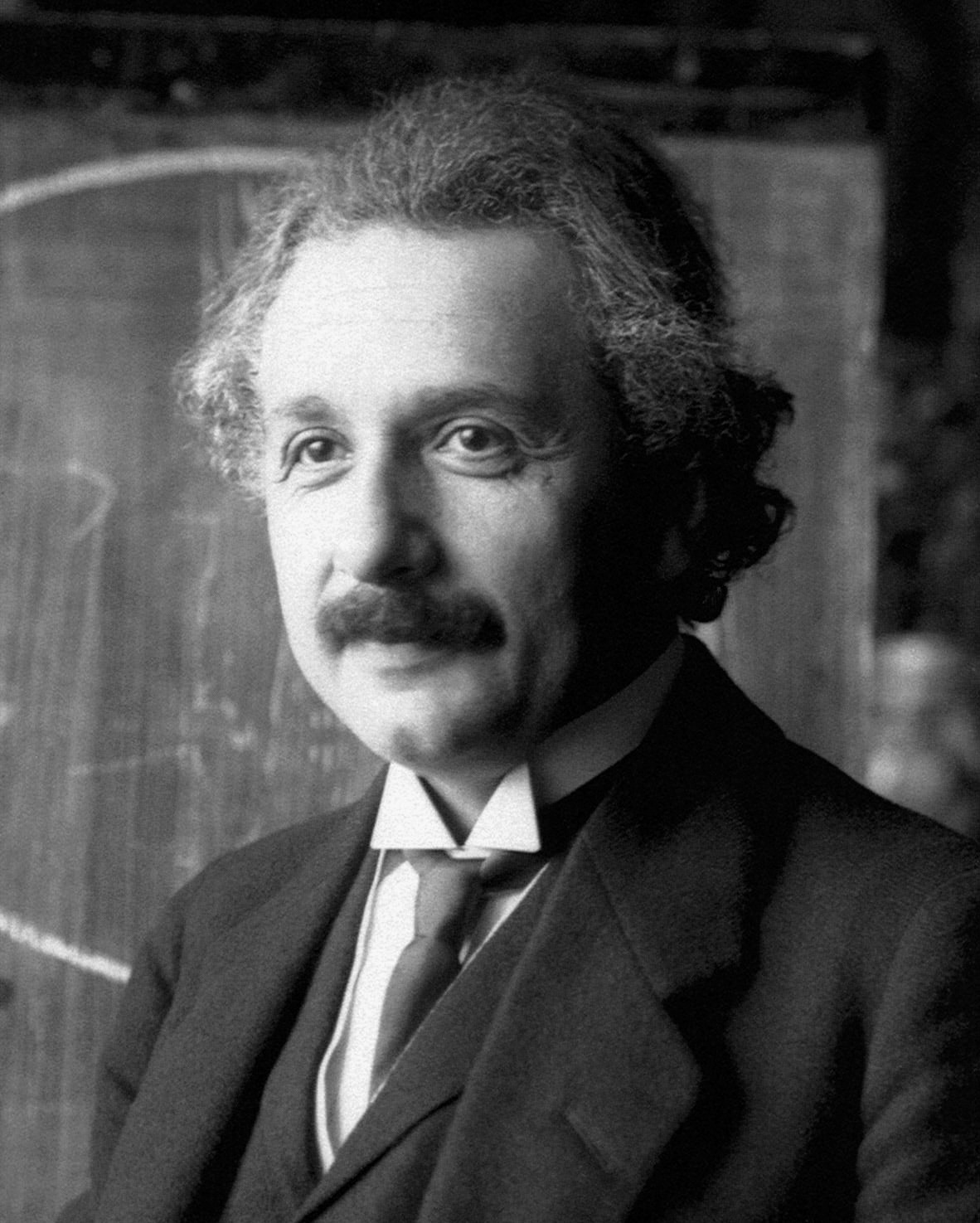
1926年にこのパラドックスを解決したアルベルト・アインシュタイン

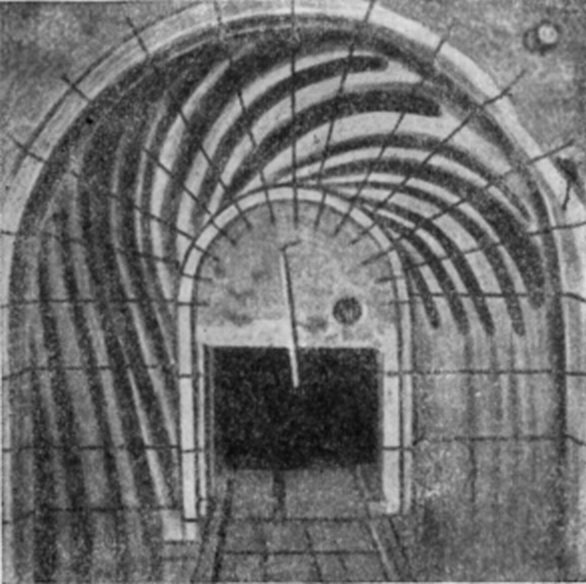
リバーベンドモデルにおける二次流れの可視化（1913年、A.Ya.Milovichによる。右から左への流れ）。底面近くの流線はピペットで注入した染料でマークされている。

茶葉のパラドックス（ちゃばのパラドックス、tea leaf paradox）とは、ティーカップにお湯と茶葉を入れて撹拌すると、茶葉が遠心分離機のようにカップの端に押しやられるのではなく、カップの底の中央に移動する現象のことである。
このパラドックスは、1857年にジェームズ・トムソンが初めて物理的に正しく説明した。トムソンは、二次流れの出現（地球大気とティーカップの両方）を「底面の摩擦」と正しく結びつけた。円環における二次流れの形成については、1868年にはジョセフ・バレンティン・ブシネスクが理論的に扱っている。川の曲がりくねった流れにおける底面近くの粒子の移動については，1913年にA.Ya. Milovichが実験した。1926年にアルベルト・アインシュタインが発表した論文では、川岸の浸食を説明し、ベーア＝バビネの法則を否定している。

## 説明
液体をかき混ぜると、遠心力によって螺旋状の流れが生じる。そのため、茶葉はその質量からカップの縁に移動することが予想される。しかし、外側の水はカップと接しているので、摩擦により、内側の水と外側の水で、水圧の違いが生まれ、高圧境界層が発生する。
この高圧境界層は内側に向かって広がり、遠心力で動く茶葉の質量の慣性力よりも強く働く。
すなわち、茶葉の質量に求心力をもたらすのは、カップと水の間の摩擦である。
高圧境界層は、スパイラルパターンを生み出す流れの模式図にも影響を与える。撹拌によって生じる高圧境界層は、水を外側に押し出し、圧力が高まるカップの縁に押し上げる。その後、水は中央部を中心に、下方、内側、そして上方へと移動する（右図参照）。このようにして、茶葉の質量を上回る内向きの力が発生し、茶葉の外向きの力（遠心力）を効果的に封じ込め、観測可能な（求心力の）パラドックスを引き起こす。
同時に、水の円運動（x軸方向）は、カップの底の方が上の方よりも摩擦面が大きいため、遅くなる。この違いにより、水の動きが渦巻状に捻じ曲げられる。

## 応用
この現象は、赤血球と血漿を分離する新しい技術の開発、大気圧のシステムの解明、ビール醸造の過程で渦巻流（ワールプール）により凝固物を分離するのに利用されている。
また、アインシュタインはこの概念を用いて引力（重力）を理解したとの説がある。